# عزیزآباد بالا (کنارک)
عزیزآباد بالا یا عزیزآباد، روستایی در دهستان تنگ بخش کهیر شهرستان کنارک در استان سیستان و بلوچستان ایران است.

## جمعیت
بر پایه سرشماری عمومی نفوس و مسکن در سال ۱۳۹۵، جمعیت این روستا برابر با ۹۳۱ نفر (۲۵۵ خانوار) بوده‌است.